# Ізабелін (гміна)
Ізабелін (гміна) (пол. Gmina Izabelin) — сільська гміна у центральній Польщі. Належить до Варшавський-Західного повіту Мазовецького воєводства.
Станом на 31 грудня 2011 у гміні проживало 10343 особи.

## Площа
Згідно з даними за 2007 рік площа гміни становила 64.98 км², у тому числі:
- орні землі: 8.00%
- ліси: 91.00%

Таким чином, площа гміни становить 12.19% площі повіту.

## Населення
Станом на 31 грудня 2011:
| Опис     | Загалом | Загалом | Чоловіки | Чоловіки | Жінки | Жінки |
| -------- | ------- | ------- | -------- | -------- | ----- | ----- |
| одиниця  | осіб    | %       | осіб     | %        | осіб  | %     |
| все      | 10343   | 100     | 5022     | 48.55    | 5321  | 51.45 |
| міське   | 0       | 100     | 0        |          | 0     |       |
| сільське | 10343   | 100     | 5022     | 48.55    | 5321  | 51.45 |

## Сусідні гміни
Ізабелін (гміна) межує з такими гмінами: Лешно, Ломянкі, Старе Бабіце, Чоснув.